# Ivan Đurđević
Ivan Đurđević (Belgrád, 1977. február 5. –) szerb labdarúgó, edző.

## Pályafutása

### Labdarúgóként
Đurđević Szerbia fővárosában, Belgrádban született. Az ifjúsági pályafutását a Voždovac csapatában kezdte, majd a Crvena zvezda akadémiájánál folytatta.
1996 és 2007 között a szerb Zvezdara és Rad, a spanyol Ourense, illetve a portugál Farense, Vitória Guimarães és Os Belenenses csapatában szerepelt. 2007-ben a lengyel Lech Poznańhoz igazolt.

### Edzőként
Đurđević 2013-tól a Lech Poznań akadémiájának igazgatója, 2015-től a tartalékcsapatának, míg 2018-tól az első osztályban szereplő felnőtt keretének edzője volt. 2019-ben a másodosztályú Chrobry Głogów szerződtette. 2022. június 2-án, Piotr Tworek menesztése után a Śląsk Wrocław vezetőedzője lett.

## Edzői statisztika
| Csapat         | Nemzet        | –tól            | –ig               | Mérkőzések | Mérkőzések | Mérkőzések | Mérkőzések | Mérkőzések |
| Csapat         | Nemzet        | –tól            | –ig               | M          | Gy         | V          | D          | Gy %       |
| -------------- | ------------- | --------------- | ----------------- | ---------- | ---------- | ---------- | ---------- | ---------- |
| Lech Poznań II | Lengyelország | 2015. július 1. | 2018. május 31.   | 107        | 63         | 21         | 23         | 58,9       |
| Lech Poznań    | Lengyelország | 2018. június 1. | 2018. november 4. | 22         | 9          | 3          | 10         | 40,9       |
| Chrobry Głogów | Lengyelország | 2019. május 20. | 2022. június 1.   | 107        | 40         | 26         | 41         | 37,4       |
| Śląsk Wrocław  | Lengyelország | 2022. június 2. | 2023. április 21. | 32         | 10         | 10         | 12         | 31,3       |
| Összesen       | Összesen      | Összesen        | Összesen          | 268        | 122        | 60         | 86         | 45,5       |

## Sikerei, díjai

### Játékosként
Lech Poznań
- Ekstraklasa
  - Bajnok (1): 2009–10

- Lengyel Kupa
  - Győztes (1): 2008–09

- Lengyel Szuperkupa
  - Győztes (1): 2009